# 珍島犬

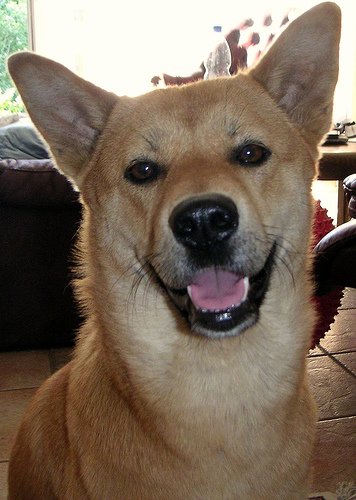
Hwanggu (Fawn Jindo)

珍島犬（韓語：진돗개），為大韓民國的國犬，亦被朝鮮民主主義人民共和國列為國寶。因韓國全羅南道珍島郡之上的特殊地理環境，交通不易並且沒有其他外來種的入侵，而被保存下來的一純種犬種，並於2005年獲英國育犬協會的正式登記，列入了世界級名犬的行列。

## 特徵
獵犬。是代表韓國的世界名犬。珍島犬因具有對主人的忠誠心、歸巢本能、勇猛性、膽大性、潔癖性、狩獵本能、警戒性、非誘惑性等優秀品性而受到人們的喜愛。

## 習性
1、對主人忠心耿耿。
“一天為主人，將成為一生的主人”，就是說永不背叛的正直的品性。所以人們經常會遇到這種情況，不用從小費心訓練，買成犬來訓練，就會缺乏隨從性，並且與新主人不太親近。
2、不可思議的歸巢本能。
即使是跋山涉水，飄洋過海將狗放到遙遠的地方，也會乘坐客船或游泳，乖巧地返回到自己的家中，這種情況很常見。 “1997年在光州某電視台曾做過實驗，證實了這一點。”實驗結果令人嘆服。
3、百折不屈的狩獵本能。
狩獵本能是指狗不借助人力直接追趕鹿、兔子等其它動物，並直接打獵的本能品性。這樣的品性可以說是由突出的嗅覺和忍耐力、兼有膽大而又勇猛的性格所決定的。決定好要捕獲的動物就不放手的強有力的殺生本性很強。而且在家中出生後3-4個月的小狗能夠發揮捉鼠的天生狩獵本能。
4、不受他人誘惑的非誘惑性。
非誘惑性是指主人之外無論任何一個人對它多好或給喜歡的食物它也不會吃，是一種不會上當的品性，是需要訓練的品性。
5、有潔癖。
狗即使不用從小開始訓練，也會自己尋找髒的地方大小便，具有對自己的身體格外注意的天性。將準備好的農村飯菜放在廚房，即使沒有人看管也不會出現在主人不在的情況下偷吃的行為。只有主人允許吃的情況下才會去吃。
6、警戒性。
能夠完全識別陌生人和主人。對他人的態度或行動具有堅實而又敏銳的警戒心。作為看家犬來說，用來防盜毫不遜色。由於狗的嗅覺和聽覺非常靈敏，因此在數千平米的農場或工廠只要一條狗就足夠了。而且對主人始終是順從，但是對他人卻容易產生警戒心，越是靈敏的狗就越仔細觀察與主人的關係，使之能夠判斷他人對主人的行動，具有極強的警戒性。
7、勇猛和膽大。
從並不雄健的身體中，不知是從哪裡湧現出的勇氣與氣魄，不屈不撓，勇猛和膽大令人覺得不可思議。

## 軼事
珍島犬被韓國海軍陸戰隊當作吉祥物，韓國國防部亦將面臨局部軍事挑釁時發布的指令名稱定為「珍島犬一級」。
2013年2月25日，朴槿惠就職韓國總統當天，獲鄰居送贈兩隻珍島犬。